# Sjællandske midtbane
| Straßenbahnmuseum Skjoldenæsholm |                      |                                                                      |                                                                      |
| Lage der Midtbane |                      |                                                                      |                                                                      |
| Streckenlänge: | gebaut: 83,8 km      |                                                                      |                                                                      |
| Spurweite: | 1435 mm (Normalspur) |                                                                      |                                                                      |
| Streckengeschwindigkeit: | 70 km/h              |                                                                      |                                                                      |
| |                      |                                                                      |                                                                      |
| \| \| \| Bahnstrecke København–Hillerød–Helsingør von Helsingør \| \| \| \| \| Gribskovbanen von Gilleleje \| \| \| \| \| Hillerød (1864) \| \| \| \| \| Bahnstrecke København–Hillerød–Helsingør nach København \| \| \| \| \| Brødeskov (1950) \| \| \| \| \| Frederiksværkbanen nach Hundested \| \| \| \| \| Nørre Herlev \| \| \| \| \| Uvelse \| \| \| \| \| Slangerupbanen von København Lygten \| \| \| \| \| Slangerup (1906–1954) \| \| \| \| \| Frederikssundbanen von København \| \| \| \| \| \| \| \| \| \| Frederikssund (Pers.-Bhf: 15. Juni 1879–1928; G bis 1980) 4,2 m.o.h. \| \| \| \| \| Hafenbahn \| \| \| \| \| Frederikssund (ab 27. Mai 1989) \| 3,9 m.o.h. \| \| \| 83,8 \| Frederikssund (17. Nov. 1928–27. Mai 1989) \| 2,0 m.o.h. \| \| \| \| Roskilde-Fjord \| \| \| \| \| Damm \| \| \| \| 83,2 \| Kalvøvej \| 2,3 m.o.h. \| \| \| 79,3 \| Femhøj (Billetsalgssted) \| 16,1 m.o.h. \| \| \| 77,0 \| Lyngerup \| 22,0 m.o.h. \| \| \| 74,9 \| Krogstrup \| 25,6 m.o.h. \| \| \| 72,2 \| Bonderup Sjælland \| 37,0 m.o.h. \| \| \| 70,2 \| Skibby \| 25,6 m.o.h. \| \| \| 67,2 \| Biltris \| 20,9 m.o.h. \| \| \| 64,4 \| Kirke Hyllinge \| 15,2 m.o.h. \| \| \| 61,9 \| Jenslev \| 28,1 m.o.h. \| \| \| 59,8 \| Rye (inoffiziell) \| 26,1 m.o.h. \| \| \| 58,9 \| Torkildstrup \| 45,8 m.o.h. \| \| \| 56,2 \| Kirke Såby \| 51,4 m.o.h. \| \| \| 53,8 \| Bjergskov \| 61,8 m.o.h. \| \| \| \| Nordvestbanen von Roskilde \| \| \| \| 49,7 \| Hvalsø (30. Dez. 1874) \| 57,3 m.o.h. \| \| \| \| Nordvestbanen nach Kalundborg \| \| \| \| 45,8 \| Tingerup \| 66,6 m.o.h. \| \| \| 43,8 \| Oldgård \| 85,0 m.o.h. \| \| \| \| \| \| \| \| 40,6 \| Skjoldenæsholm (Billetsalgssted) Straßenbahnmuseum \| 66,2 m.o.h. \| \| \| \| \| \| \| \| 38,9 \| Jystrup \| 65,7 m.o.h. \| \| \| 34,9 \| Ortved (Billetsalgssted) \| 44,0 m.o.h. \| \| \| 32,4 \| Knudslund \| 38,8 m.o.h. \| \| \| \| Vestbanen von København \| \| \| \| \| Køge–Ringsted Banen von Køge \| \| \| \| 26,8 \| Ringsted (27. April 1856–1. Juni 1924) \| 39,6 m.o.h. \| \| \| \| Vestbanen nach Korsør \| \| \| \| \| Ringsted Å \| \| \| \| 22,5 \| Englerup (Billetsalgssted, bis 1962) \| 23,1 m.o.h. \| \| \| \| Suså \| \| \| \| 20,5 \| Vrangstrup (bis 1962) \| 30,3 m.o.h. \| \| \| 18,1 \| Tyvelse (1928–1962) \| 35,1 m.o.h. \| \| \| 15,1 \| Glumsø \| 30,7 m.o.h. \| \| \| 9,7 \| Herlufmagle (bis 1966) \| 29,3 m.o.h. \| \| \| 7,8 \| Søgård (1928–1936) \| 23,0 m.o.h. \| \| \| 5,1 \| Rislev (bis 1962) \| 15,0 m.o.h. \| \| \| \| Militærsporet Næstved \| \| \| \| \| Hafenbahn \| \| \| \| \| \| \| \| \| 0,0 \| Næstved (4. Okt. 1870) \| 14,1 m.o.h. \| \| \| \| Præstø-Næstved Banen (1900–1961) \| \| \| \| \| Bahnstrecke Ringsted–Rødby Færge nach Rødby/Gedser \| \| |                      |                                                                      |                                                                      |
| Strecke |                      | Bahnstrecke København–Hillerød–Helsingør von Helsingør               | Bahnstrecke København–Hillerød–Helsingør von Helsingør               |
| Abzweig geradeaus und von rechts |                      | Gribskovbanen von Gilleleje                                          | Gribskovbanen von Gilleleje                                          |
| Bahnhof |                      | Hillerød (1864)                                                      | Hillerød (1864)                                                      |
| Abzweig geradeaus und nach links |                      | Bahnstrecke København–Hillerød–Helsingør nach København              | Bahnstrecke København–Hillerød–Helsingør nach København              |
| Haltepunkt / Haltestelle |                      | Brødeskov (1950)                                                     | Brødeskov (1950)                                                     |
| Abzweig ehemals geradeaus und nach rechts |                      | Frederiksværkbanen nach Hundested                                    | Frederiksværkbanen nach Hundested                                    |
| Haltepunkt / Haltestelle (Strecke außer Betrieb) |                      | Nørre Herlev                                                         | Nørre Herlev                                                         |
| Haltepunkt / Haltestelle (Strecke außer Betrieb) |                      | Uvelse                                                               | Uvelse                                                               |
| Abzweig geradeaus und von links (Strecke außer Betrieb) |                      | Slangerupbanen von København Lygten                                  | Slangerupbanen von København Lygten                                  |
| Bahnhof (Strecke außer Betrieb) |                      | Slangerup (1906–1954)                                                | Slangerup (1906–1954)                                                |
| Abzweig ehemals geradeaus und von links |                      | Frederikssundbanen von København                                     | Frederikssundbanen von København                                     |
| Strecke von links · Abzweig ehemals geradeaus und nach rechts |                      |                                                                      |                                                                      |
| ehemaliger Bahnhof · Strecke (außer Betrieb) |                      | Frederikssund (Pers.-Bhf: 15. Juni 1879–1928; G bis 1980) 4,2 m.o.h. | Frederikssund (Pers.-Bhf: 15. Juni 1879–1928; G bis 1980) 4,2 m.o.h. |
| Abzweig geradeaus und ehemals nach links · Strecke (außer Betrieb) |                      | Hafenbahn                                                            | Hafenbahn                                                            |
| Kopfbahnhof Streckenende · Strecke (außer Betrieb) | S-tog                | Frederikssund (ab 27. Mai 1989)                                      | 3,9 m.o.h.                                                           |
| Bahnhof (Strecke außer Betrieb) | 83,8                 | Frederikssund (17. Nov. 1928–27. Mai 1989)                           | 2,0 m.o.h.                                                           |
| Brücke über Wasserlauf (Strecke außer Betrieb) |                      | Roskilde-Fjord                                                       | Roskilde-Fjord                                                       |
| |                      | Damm                                                                 |                                                                      |
| Haltepunkt / Haltestelle (Strecke außer Betrieb) | 83,2                 | Kalvøvej                                                             | 2,3 m.o.h.                                                           |
| Haltepunkt / Haltestelle (Strecke außer Betrieb) | 79,3                 | Femhøj (Billetsalgssted)                                             | 16,1 m.o.h.                                                          |
| Haltepunkt / Haltestelle (Strecke außer Betrieb) | 77,0                 | Lyngerup                                                             | 22,0 m.o.h.                                                          |
| Bahnhof (Strecke außer Betrieb) | 74,9                 | Krogstrup                                                            | 25,6 m.o.h.                                                          |
| Haltepunkt / Haltestelle (Strecke außer Betrieb) | 72,2                 | Bonderup Sjælland                                                    | 37,0 m.o.h.                                                          |
| Bahnhof (Strecke außer Betrieb) | 70,2                 | Skibby                                                               | 25,6 m.o.h.                                                          |
| Haltepunkt / Haltestelle (Strecke außer Betrieb) | 67,2                 | Biltris                                                              | 20,9 m.o.h.                                                          |
| Bahnhof (Strecke außer Betrieb) | 64,4                 | Kirke Hyllinge                                                       | 15,2 m.o.h.                                                          |
| Haltepunkt / Haltestelle (Strecke außer Betrieb) | 61,9                 | Jenslev                                                              | 28,1 m.o.h.                                                          |
| Haltepunkt / Haltestelle (Strecke außer Betrieb) | 59,8                 | Rye (inoffiziell)                                                    | 26,1 m.o.h.                                                          |
| Haltepunkt / Haltestelle (Strecke außer Betrieb) | 58,9                 | Torkildstrup                                                         | 45,8 m.o.h.                                                          |
| Bahnhof (Strecke außer Betrieb) | 56,2                 | Kirke Såby                                                           | 51,4 m.o.h.                                                          |
| Haltepunkt / Haltestelle (Strecke außer Betrieb) | 53,8                 | Bjergskov                                                            | 61,8 m.o.h.                                                          |
| Abzweig ehemals geradeaus und von links |                      | Nordvestbanen von Roskilde                                           | Nordvestbanen von Roskilde                                           |
| Bahnhof | 49,7                 | Hvalsø (30. Dez. 1874)                                               | 57,3 m.o.h.                                                          |
| Abzweig ehemals geradeaus und nach rechts |                      | Nordvestbanen nach Kalundborg                                        | Nordvestbanen nach Kalundborg                                        |
| Haltepunkt / Haltestelle (Strecke außer Betrieb) | 45,8                 | Tingerup                                                             | 66,6 m.o.h.                                                          |
| Bahnhof (Strecke außer Betrieb) | 43,8                 | Oldgård                                                              | 85,0 m.o.h.                                                          |
| |                      |                                                                      |                                                                      |
| ehemaliger Haltepunkt / Haltestelle | 40,6                 | Skjoldenæsholm (Billetsalgssted) Straßenbahnmuseum                   | 66,2 m.o.h.                                                          |
| |                      |                                                                      |                                                                      |
| Bahnhof (Strecke außer Betrieb) | 38,9                 | Jystrup                                                              | 65,7 m.o.h.                                                          |
| Haltepunkt / Haltestelle (Strecke außer Betrieb) | 34,9                 | Ortved (Billetsalgssted)                                             | 44,0 m.o.h.                                                          |
| Haltepunkt / Haltestelle (Strecke außer Betrieb) | 32,4                 | Knudslund                                                            | 38,8 m.o.h.                                                          |
| Abzweig ehemals geradeaus und von links |                      | Vestbanen von København                                              | Vestbanen von København                                              |
| Abzweig geradeaus und ehemals von links |                      | Køge–Ringsted Banen von Køge                                         | Køge–Ringsted Banen von Køge                                         |
| Bahnhof | 26,8                 | Ringsted (27. April 1856–1. Juni 1924)                               | 39,6 m.o.h.                                                          |
| Abzweig geradeaus und nach rechts |                      | Vestbanen nach Korsør                                                | Vestbanen nach Korsør                                                |
| Brücke über Wasserlauf |                      | Ringsted Å                                                           | Ringsted Å                                                           |
| ehemaliger Haltepunkt / Haltestelle | 22,5                 | Englerup (Billetsalgssted, bis 1962)                                 | 23,1 m.o.h.                                                          |
| Brücke über Wasserlauf |                      | Suså                                                                 | Suså                                                                 |
| ehemaliger Bahnhof | 20,5                 | Vrangstrup (bis 1962)                                                | 30,3 m.o.h.                                                          |
| ehemaliger Haltepunkt / Haltestelle | 18,1                 | Tyvelse (1928–1962)                                                  | 35,1 m.o.h.                                                          |
| Bahnhof | 15,1                 | Glumsø                                                               | 30,7 m.o.h.                                                          |
| ehemaliger Bahnhof | 9,7                  | Herlufmagle (bis 1966)                                               | 29,3 m.o.h.                                                          |
| ehemaliger Haltepunkt / Haltestelle | 7,8                  | Søgård (1928–1936)                                                   | 23,0 m.o.h.                                                          |
| ehemaliger Haltepunkt / Haltestelle | 5,1                  | Rislev (bis 1962)                                                    | 15,0 m.o.h.                                                          |
| Kreuzung (Querstrecke außer Betrieb) |                      | Militærsporet Næstved                                                | Militærsporet Næstved                                                |
| Betriebsstelle Streckenanfang (Strecke außer Betrieb) · Strecke |                      | Hafenbahn                                                            | Hafenbahn                                                            |
| Strecke nach links (außer Betrieb) · Abzweig geradeaus und ehemals von rechts |                      |                                                                      |                                                                      |
| Bahnhof | 0,0                  | Næstved (4. Okt. 1870)                                               | 14,1 m.o.h.                                                          |
| Abzweig geradeaus und ehemals nach links |                      | Præstø-Næstved Banen (1900–1961)                                     | Præstø-Næstved Banen (1900–1961)                                     |
| Strecke |                      | Bahnstrecke Ringsted–Rødby Færge nach Rødby/Gedser                   | Bahnstrecke Ringsted–Rødby Færge nach Rødby/Gedser                   |

Die Sjællandske midtbane, auch einfach Midtbanen genannt, ist eine teilweise stillgelegte Eisenbahnstrecke auf der dänischen Insel Sjælland. Sie sollte nach den ersten Planungen von Hillerød nach Næstved führen. Die Teilstrecke von Hillerød nach Frederikssund wurde nie gebaut, die Teilstrecke von Frederikssund nach Ringsted bereits knapp acht Jahre nach der Inbetriebnahme wieder stillgelegt.

## Geschichte und Planungen
1875 wurde zwischen Roskilde und Skibby ein regelmäßiger Verkehr mit einer viersitzigen Kutsche eröffnet, mit der auch Briefe und Pakete befördert wurden. Ein erstes Planungstreffen für den Bau einer Eisenbahnstrecke fand am 21. Dezember 1899 unter Rechtsanwalt A.C. Hansen aus Frederikssund in Dalby Kro statt. Gewisse Stimmen in den Versammlungen glaubten, mit der Strecke einen Transitweg zwischen Deutschland und Schweden herstellen zu können. Eine zweispurige Strecke wurde bereits 1907 im Folketing vorgeschlagen.
Das große Eisenbahngesetz vom 27. Mai 1908 enthielt dann auf Antrag von Innenminister Sigurd Berg eine Staatsbahnstrecke von Næstved über Herlufmagle, Glumsø, Sandby, Ringsted, Hvalsø, Skibby, Frederikssund und Slangerup nach Hillerød. Es sollte jetzt eine einspurige, nicht eingezäunte, Strecke sein. Aufgrund des Ersten Weltkrieges kam es zu Verzögerungen. Durch das Eisenbahngesetz vom 23. Februar 1917 wurde beschlossen, das Gleis einzuzäunen und nur den Abschnitt Næstved–Ringsted zweispurig auszuführen, um die damalige Sydbane über Køge zu entlasten und die Strecke Kopenhagen–Næstved um zwei Kilometer zu verkürzen.
Für den Bau wurden 9.430.000 Kronen bereitgestellt. Hinzu kamen Enteignungskosten. Die Anliegergemeinden sollten 40.000 Kronen pro Bahnmeile beisteuern. Diese Summe sollte über 15 Jahre mit einem Fünfzehntel pro Jahr zurückgezahlt werden. Dies führte bei einer Reihe von Gemeinden zu finanziellen Problemen und trug später dazu bei, dass die Strecke 1936 wieder geschlossen wurde.
Von Anfang an war die genaue Linienführung nicht vereinbart worden. Besonders im Abschnitt Næstved–Ringsted gab es einen Streit um die Haltestellen, ebenso zwischen Ringsted und Hvalsø. Ursprünglich sollte die Strecke westlich des Valsølille Sø mit einem Bahnhof in Valsølille geführt werden. Der Sogneråd von Jystrup bot einen Betrag von 60.000 Kronen und erhielt dafür den Bahnhof am Nyvej östlich des Sees.
Dazu gab es den Vorschlag, die Strecke zu elektrifizieren. Im Hinblick auf die stromführenden Drähte mit einer Spannung von 3000 Volt bedeutete dies, dass die Strecke hätte eingezäunt werden müssen und damit zu teuer gewesen wäre.
1915 begannen die Erdarbeiten und 1917 die Bauarbeiten im Streckenabschnitt Ringsted–Næstved. Dafür wurden in Glumsø und Vrangstrup für die vielen Arbeiter Barackenlager gebaut, die wiederum von der Eisenbahnpolizei überwacht wurden. Mehrere Mitglieder dieser Eisenbahnpolizei waren ehemalige Mitglieder der Blauen Gendarmen von Estrup. Das hügelige Gelände erforderte viele hohe Dämme und tiefe Einschnitte. Um Bahnübergänge zu vermeiden, wurden viele Brücken gebaut, elf davon zwischen Ringsted und Hvalsø. Sowohl in Ringsted als auch in Frederikssund wurden neue Bahnhofsgebäude erbaut.
Schwierige Verhältnisse ergaben sich beim Bau der Strecke im Tal des Vigersdals Å, das reines Moorgebiet war. Der Flusslauf wurde um 100 Meter verschoben. Über das Tal sollte ein 18 Meter hoher Damm gebaut werden. Da er auf losem Torf gebaut werden sollte, gab es Probleme. Das am Tag für den Damm aufgefüllte Material war am nächsten Morgen im Moor versunken und führte dazu, dass der Boden an anderer Stelle hochgedrückt wurde. Auf dem gesamten Abschnitt Ringsted–Hvalsø wurden 700.000 Kubikmeter Füllmaterial verbraucht. Zusätzlich wurden 60.000 Kubikmeter für Ballast verwendet. Dieser Ballast wurde auf den Dämmen aufgeschüttet und beim Verlegen der Schienen wieder entfernt. Damit wurde sichergestellt, dass der Damm dem Gewicht der Schienen und dem Gewicht des Zuges standhalten konnte. Der Ballast wurde zwischen Ortved und Vigersdals Å gewonnen. Während des Baus im März und August 1921 rutschte der Damm immer wieder ab, im Dezember 1925 und im März 1926 stürzte der Damm erneut ein. Die Strecke wurde mit Schienen mit einem Metergewicht von 32 kg errichtet, der maximale Achsdruck betrug 13,5 t.
Der Abschnitt Ringsted–Næstved wurde am 1. Juni 1924 eingeweiht.
Am 15. August 1925 um 6.07 Uhr fuhr der erste Zug von Ringsted in Richtung Hvalsø ab. Es waren 7 Straßenkreuzungen, 10 Straßenunterführungen, 3 beschrankte Bahnübergänge, 17 private unbewachte Übergänge sowie Bahnhöfe, Haltepunkte und Fahrkartenverkaufsstellen in Knudslund, Ortved, Jystrup, Skjoldenæsholm, Oldgård, Tingerup und Hvalsø gebaut worden. Alle wurden am 15. August 1925 eröffnet und am 15. Mai 1936 geschlossen.
Der letzte Abschnitt Hvalsø–Frederikssund wurde ab dem 17. November 1928 befahren. Die Strecke hätte nach Hillerød weitergeführt werden sollen, wo sie auf die bestehende Linie Hillerød–Helsingør getroffen wäre. Dazwischen hätte auch die Slangerupbane angeschlossen werden können. Beim Abschnitt Frederikssund–Hillerød wurde ein Teil der Brücken, Dämme und Kreuzungen fertiggestellt, bevor das Projekt aufgegeben wurde. Es gab Widerstand, denn Politiker in Kopenhagen befürchteten, dass nach dem Bau der Strecke Unternehmen nach Hillerød, Helsingør und Ringsted umziehen würden. Darüber hinaus gab es wachsende Konkurrenz durch Busse, Lastkraftwagen und private Transportunternehmen, von denen allein sieben die Strecke von Hvalsø nach Ringsted bedienten
Die vorbereitete Strecke zwischen Hillerød und Brødeskov / Nørre Herlev wurde 1947 für eine Verlegung der Hillerød–Frederiksværk–Hundested Jernbane genutzt. Der zweigleisige Abschnitt Næstved–Ringsted existiert noch und wurde in den 1950er Jahren ein Hauptabschnitt der Sydbane.

## Abschnitt Hvalsø–Frederikssund

### Betrieb
Zwischen 1913 und 1921 stammten die Mitglieder des Sogneråd von Vigersted Sogn aus Snekkerup, Ågerup, Vigersted und Ortved, die meisten aus Ortved. Da keine Einigung erzielt werden konnte, wo der Bahnhof gebaut werden sollte, wurde dieser auf halbem Weg zwischen Vigersted und Ortved errichtet. Damit war die Haltestelle in Ortved 1,5 Kilometer vom Ort entfernt. Die Fahrgäste mussten den Roskildevej überqueren, wo Busse fuhren. Waren mussten zum Bahnhof transportiert werden, aber wenn diese auf den Lastwagen geladen wurden, fuhr dieser gleich nach Ringsted.
Im Februar 1924 fuhr der erste Bauzug. Die Fahrzeit zwischen Ringsted und Hvalsø wurde mit Zwischenstopps auf 33,5 Minuten festgelegt. Da drei der Züge auch täglich Güterwagen beförderten, konnte diese Zeit erheblich verlängert werden, da in Jystrup genau wie in Knudslund rangiert wurde. Hier hatte der Besitzer von Gut Knudslund die DSB überredet, ein Abstellgleis zu bauen, damit er seinen gewonnenen Torf mit der Bahn abtransportieren konnte. Später konnten die anderen Bauern in der Gegend Schweine, Rinder und andere Waren mitverladen.
Es verkehrten fünf Züge pro Tag in jede Richtung. Die Strecke wurde sowohl mit Dampf- als auch ab 1927 mit dieselelektrischen Lokomotiven der Baureihe M betrieben. Drei Hersteller hatten sich für den Bau der Diesellokomotiven beworben, die De forenede Automobilfabriker in Odense, Frichs in Aarhus und Vognfabrikken Scandia in Randers, das den Zuschlag erhielt.
In Krogstrup wurden im Berichtsjahr 1929/30 8873 Fahrkarten für 10.228 Kronen verkauft, 144 Tonnen Stückgut und 3982 Tonnen im Wagenladungsverkehr für 23.522 Kronen verschickt und 225 Tonnen Stückgut sowie 3091 Tonnen im Wagenladungsverkehr im Frachtwert von 18.317 Kronen entgegengenommen.

### Niedergang
Die ungünstige Lage der Strecke war Ursache dafür, dass sich in Kværkeby Leute oft dafür entschieden, nach Fjællebro zu fahren und von dort aus den Zug nach Roskilde oder Ringsted zu nehmen. In Ortved und Jystrup wurde der Busverkehr auf dem Roskildevej gewählt.
Der Bau der Strecke wurde 1908 von den politischen Gremien verabschiedet. 1925, als die Strecke eingeweiht wurde, herrschten andere Bedingungen. Während der Haushaltsdebatte im Herbst 1932 hielt es Verkehrsminister Johannes Friis-Skotte für angebracht, Vorschläge für die Schließung von Midtbanen zu machen. Es folgte eine Reihe von Protesttreffen, bei denen Versprechungen für eine intensivere Nutzung der Strecke gemacht wurden. Große Treffen fanden in Frederikssund und in Dalby kro statt. Zudem wurde das Udvalg til færdiggørelse og bevarelse af den midtsjællandske jernbane (deutsch in etwa Komitee für die Fertigstellung und Erhaltung der Mittelseeländischen Eisenbahn) gegründet, das der Regierung und dem Parlament eine Entschließung vorlegte. Dennoch wurden die Stimmen für eine Stilllegung des Mittelteils der Strecke immer stärker.
Zur Beseitigung des weiterhin anlaufenden Defizits wurden 1935 drei Vorschläge gemacht:
- Personal abbauen und die Bahnhöfe automatisieren. Erhaltung von Güter- und Fahrgastverkehr (es wurden rund 10.000 Fahrkarten pro Jahr verkauft)
- nur Güterverkehr erhalten (35 % des Umsatzes wurden im Güterverkehr erzielt)
- Einstellung der Strecke, Verkauf und Wiederverwendung von Material.

Das Folketing und die sozialdemokratische Regierung entschieden sich für die letzte Möglichkeit. Die Schließung des Abschnittes Hvalsø–Frederikssund erfolgte am 15. Mai 1936. Die Schienen wurden für Reparaturen bei jütländischen Strecken verwendet.
Andreas du Plessis de Richelieu, der Vorsitzender der privaten København-Slangerup Bane und ein Verfechter des Tourismus war, hatte angeblich zuvor ein Angebot gemacht, die Strecke zu kaufen und zu privatisieren. Dadurch sollten mehr Touristen nach Nordseeland kommen.
Die Brücke über den Roskilde-Fjord bei Frederikssund wurde kurz nach der Schließung abgerissen und als Jernbanebroen over Limfjorden über den Limfjord in Aalborg wiederverwendet. Auch in Hvalsø wurde das aufgelöste Streckenplanum verwendet, als einige hundert Meter der Nordvestbane nach Kalundborg auf das Gleisbett der Midtbane verlegt wurden.
Der Abschnitt Ringsted–Frederikssund wurde 1936 eingestellt. Das Streckenstück Hvalsø–Frederikssund wurde zur dänischen Eisenbahnstrecke mit der kürzesten Lebensdauer von nur 7½ Jahren.

### Spuren der stillgelegten Strecke
Neuneinhalb Kilometer der Strecke sind erhalten und zugänglich. Die größten Abschnitte befinden sich im Straßenbahnmuseum Skjoldenæsholm mit 1,8 Kilometer Normalspurgleis und 300 Meter 1000-Millimeter-Gleis. Gegenüber von Frederikssund ragt der ehemalige Bahndamm 850 Meter in den Roskilde-Fjord hinein.

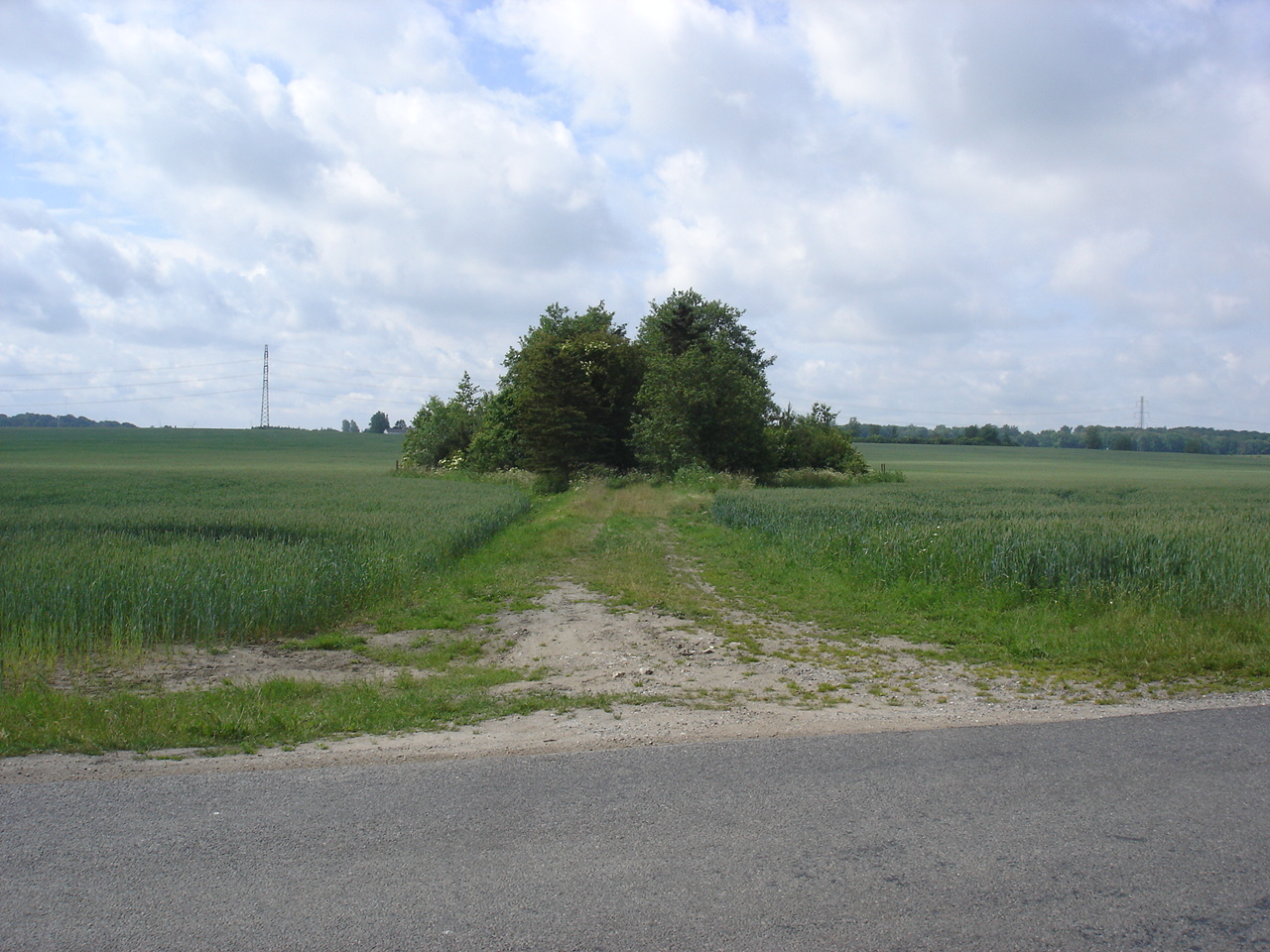
Beim Haltepunkt Knudstrup
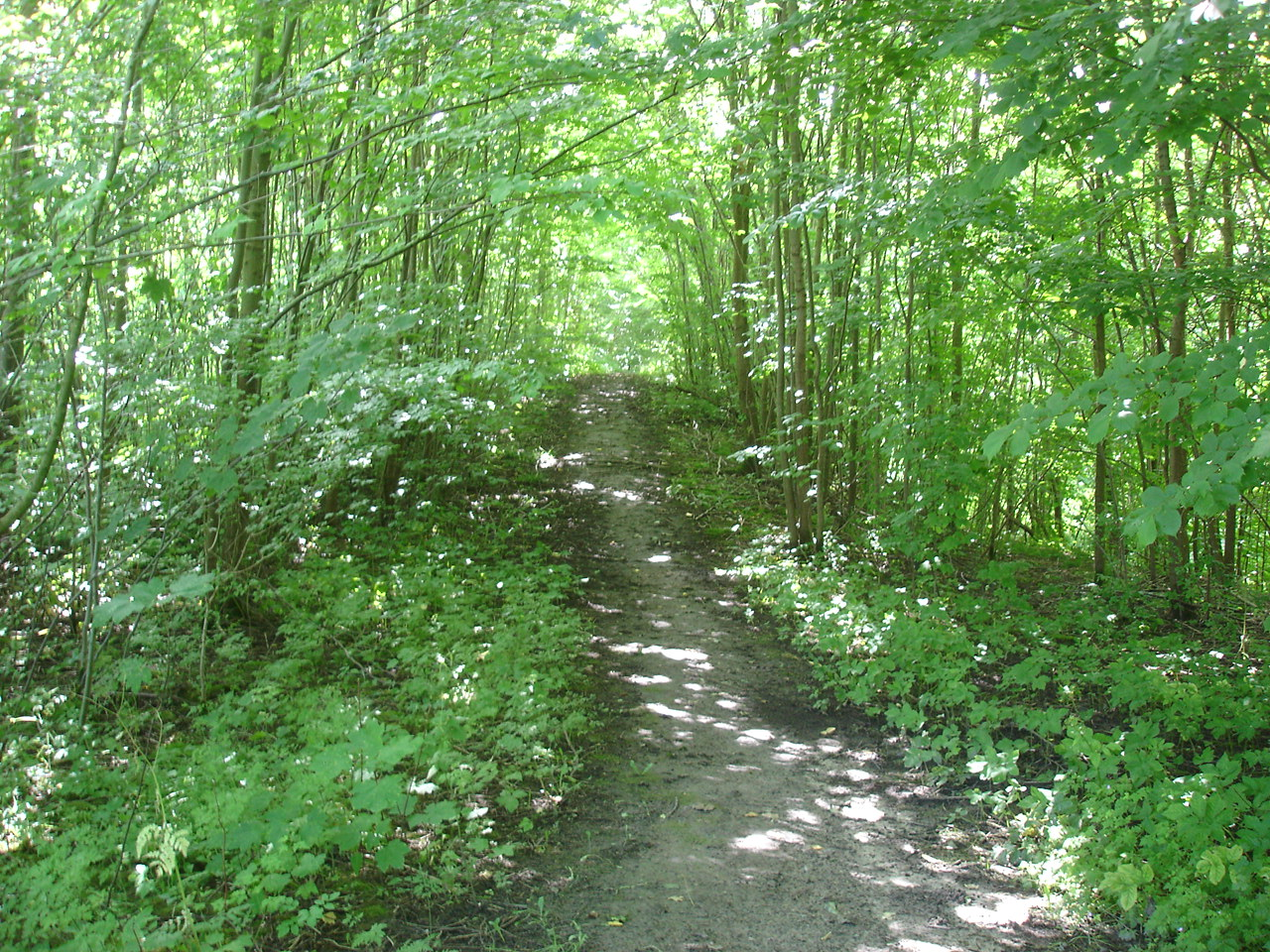
Beim Sportplatz in Jystrup
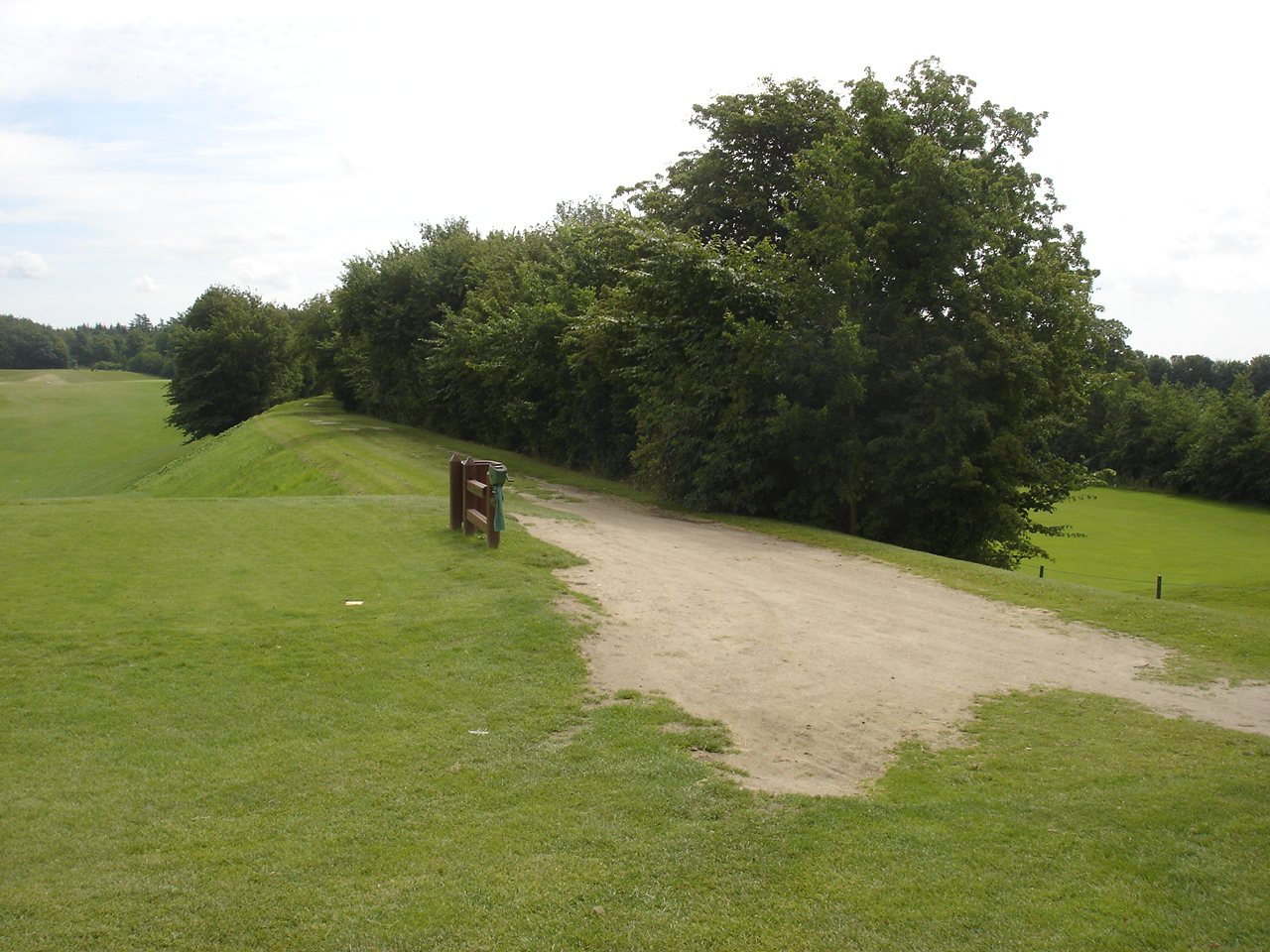
Bahndamm beim Skjoldenæsholm Golf Center
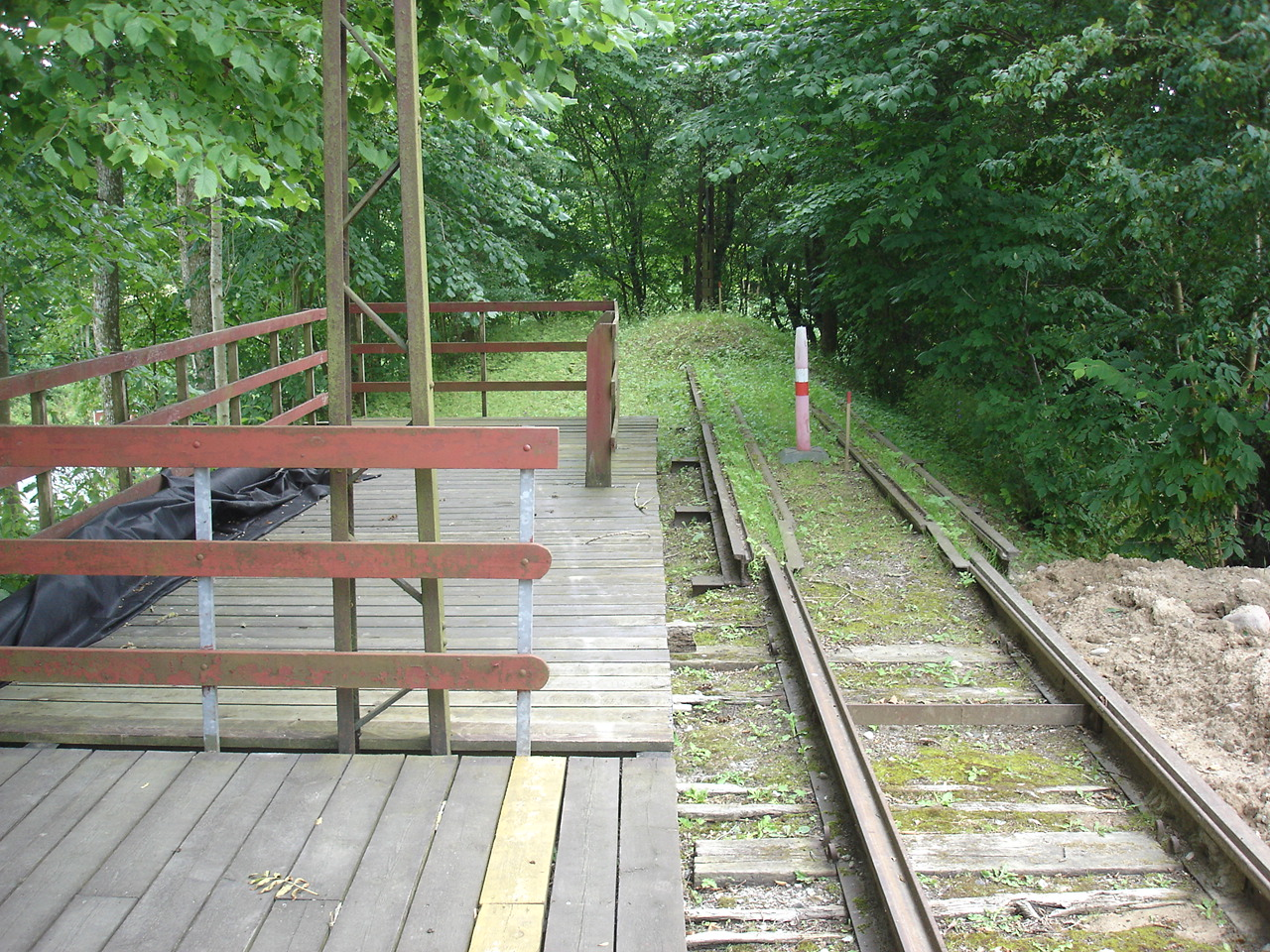
Skjoldenæsholm
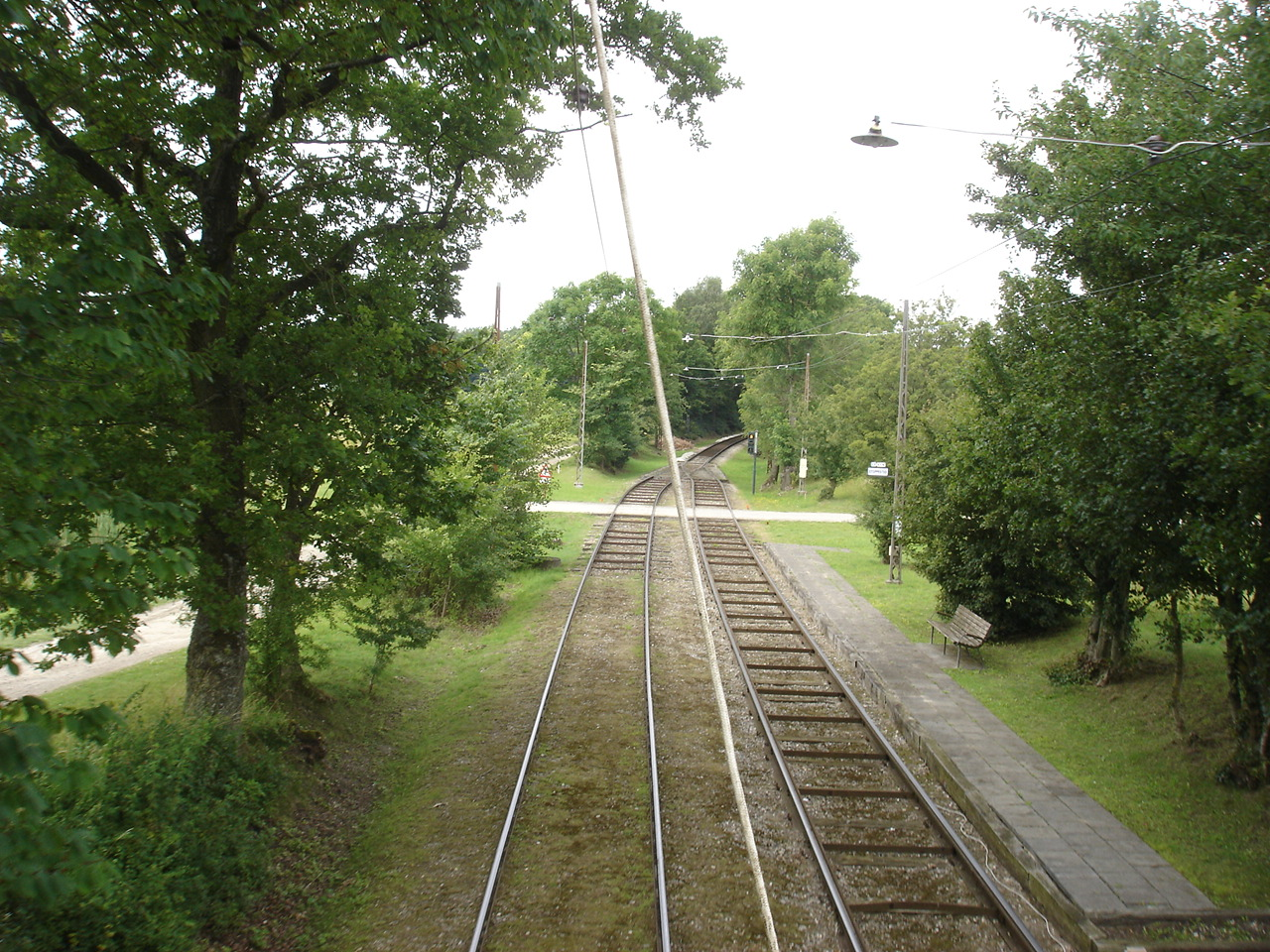
Straßenbahnmuseum Skjoldenæsholms, Haltepunkt Tobaksmarken
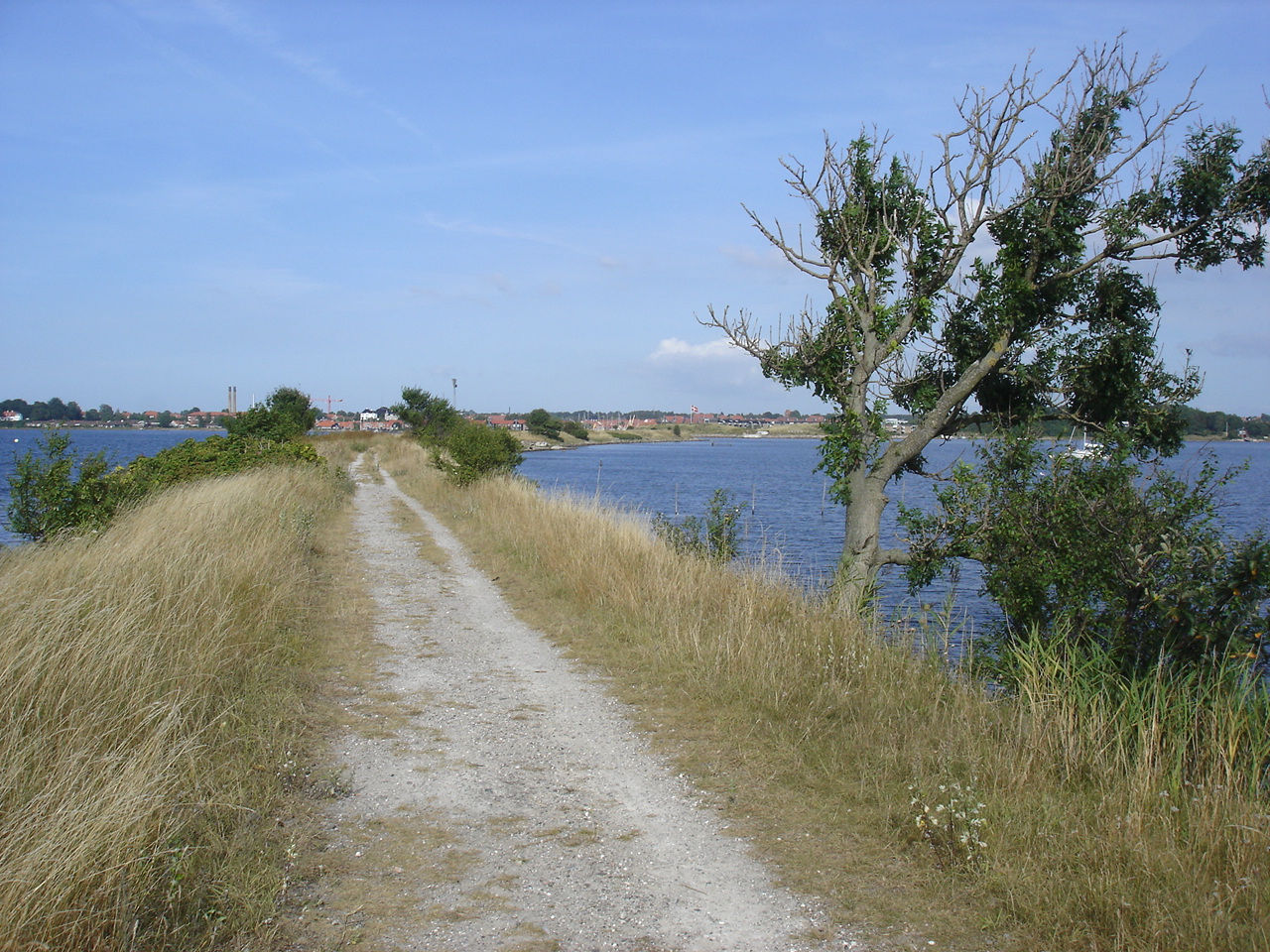
Damm im Roskilde-Fjord
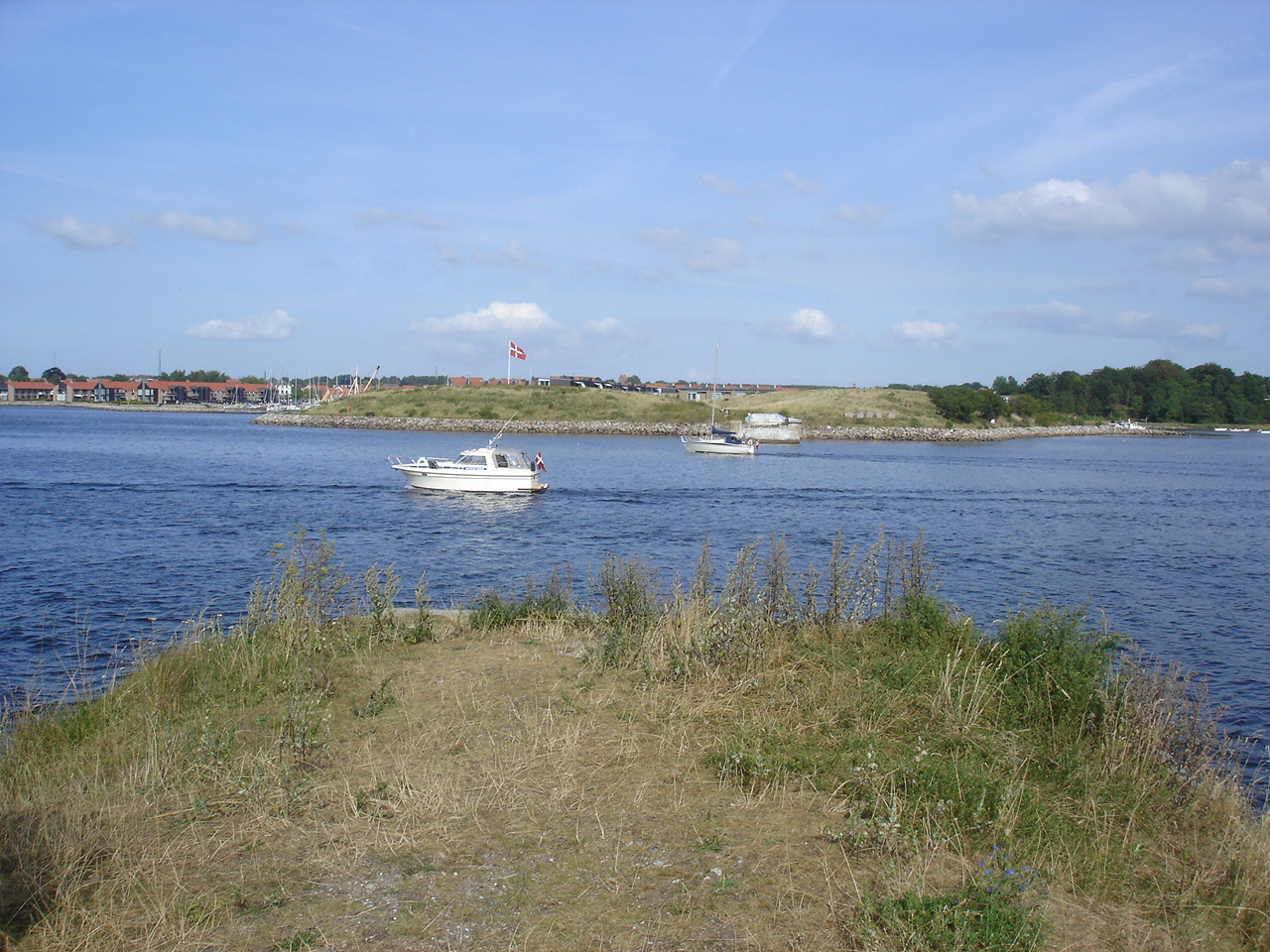
Ende des Bahndammes gegenüber Frederikssund

Darüber hinaus sind einige unzugängliche Teile des Bahndammes auf privaten Grundstücken erhalten geblieben, ferner viele Brücken. Einige davon wurden inzwischen abgerissen, um Unterhaltskosten zu sparen.

### Erhaltene Bahnhofsgebäude
Die folgenden erhaltenen Bahnhofsgebäude wurden von dem Architekten K.T. Seest, der von 1922 bis 1949 der Oberarchitekt der Dänischen Staatsbahnen war, erbaut.

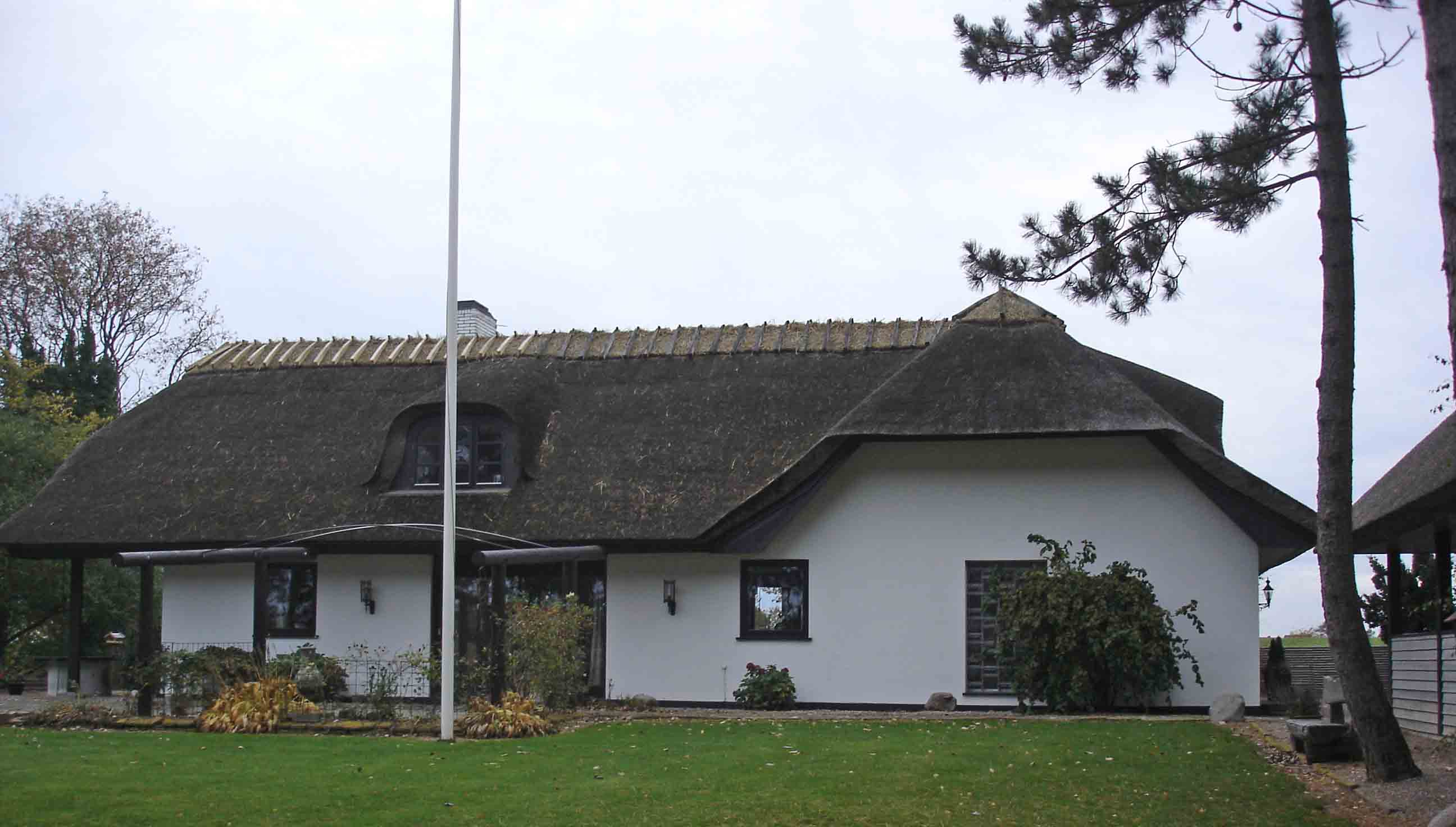
Ortved: Ortved Stationsvej 35
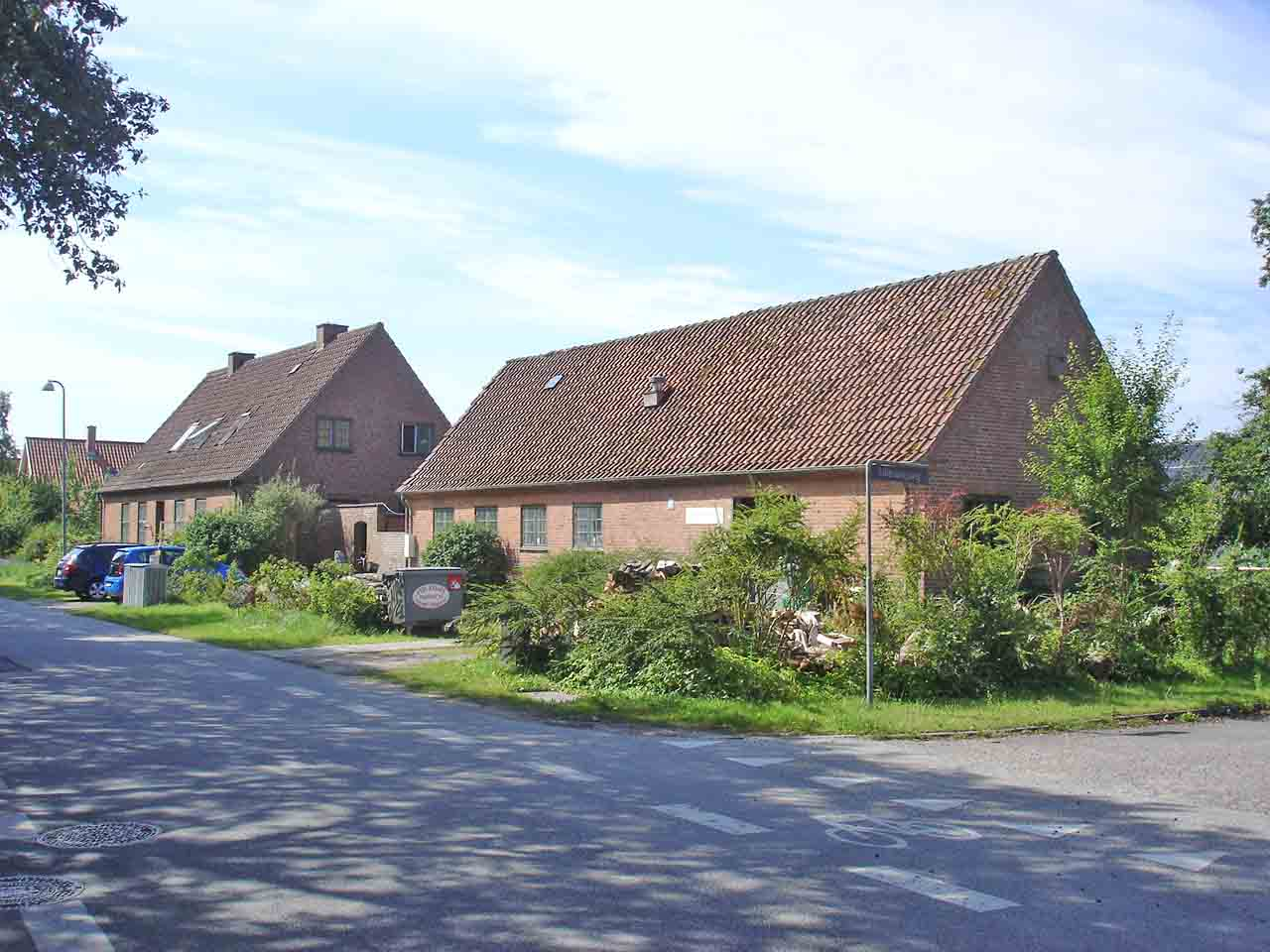
Jystrup: Skjoldenæsvej 31
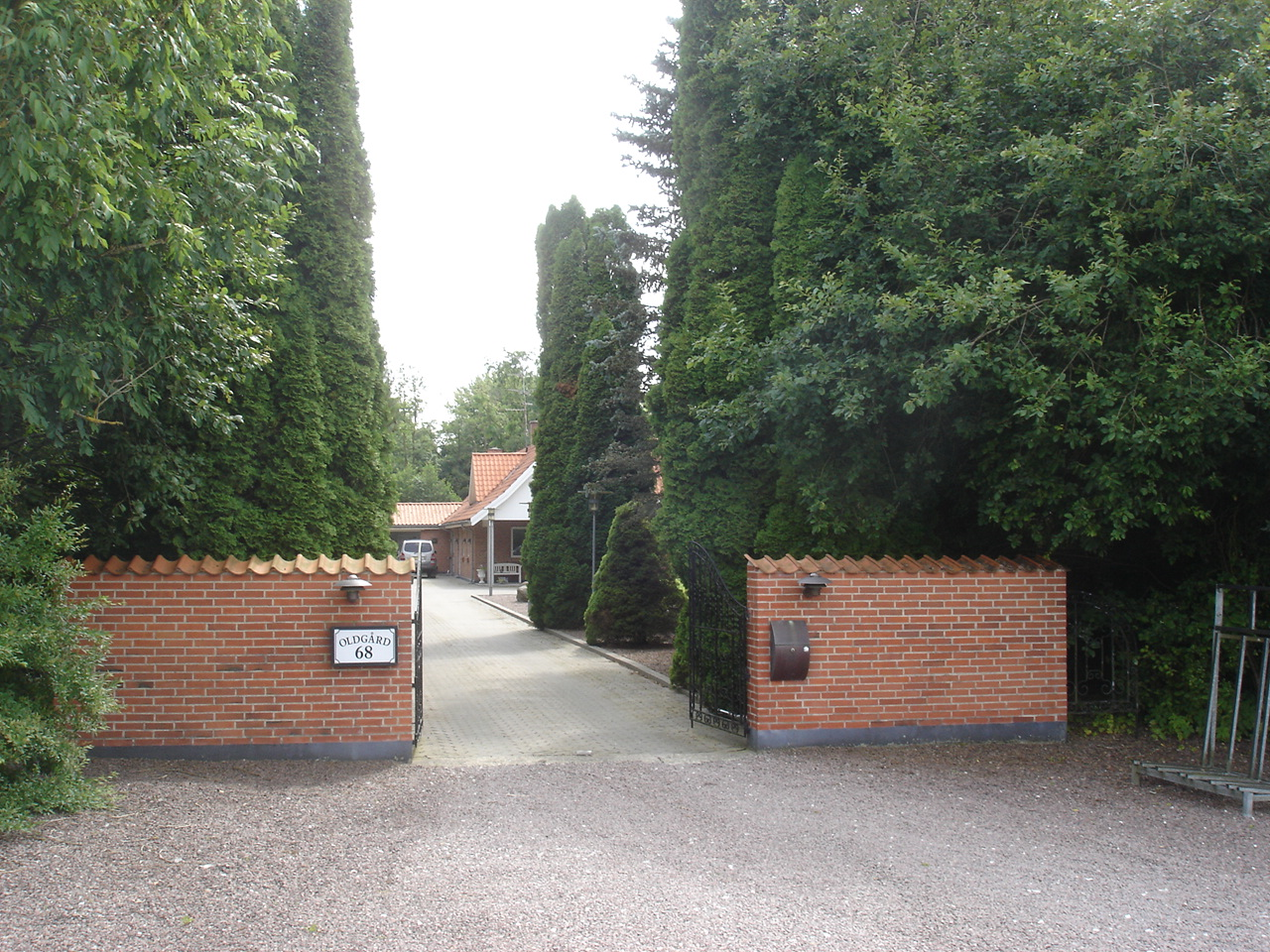
Oldgård: Svalmstrupvej 68
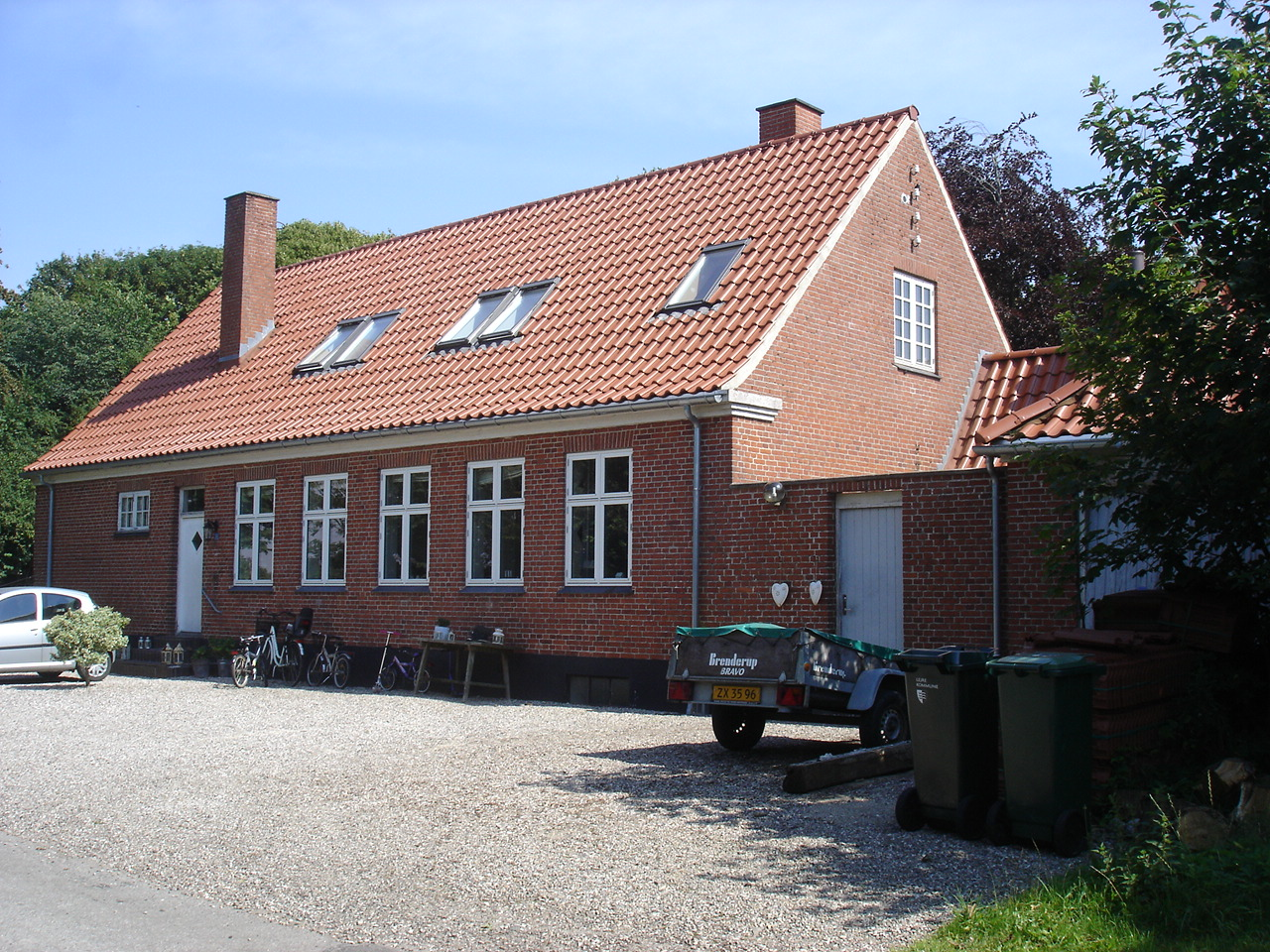
Kirke Såby: Akacievej 4
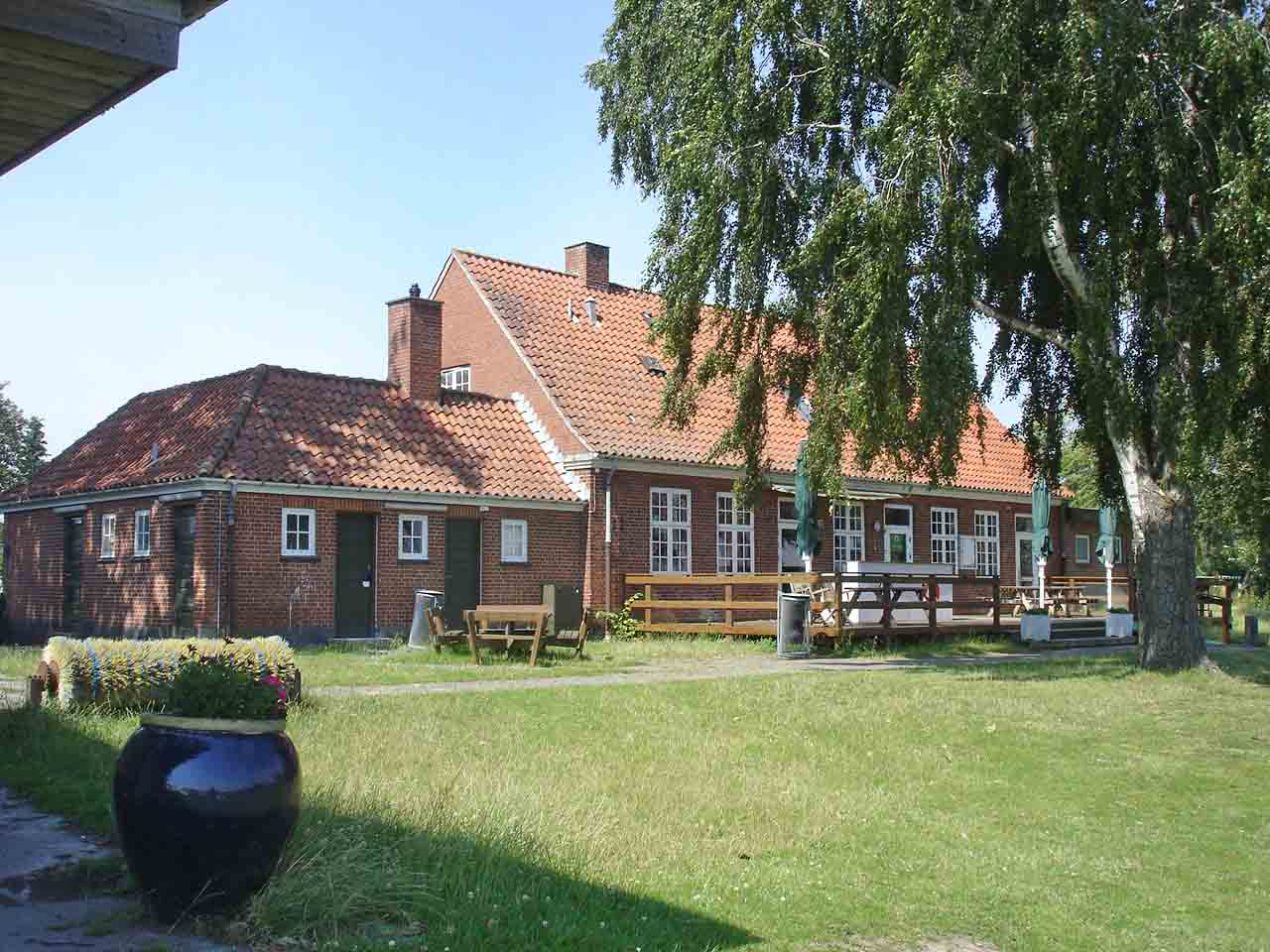
Kirke Hyllinge: Stationsvej 14
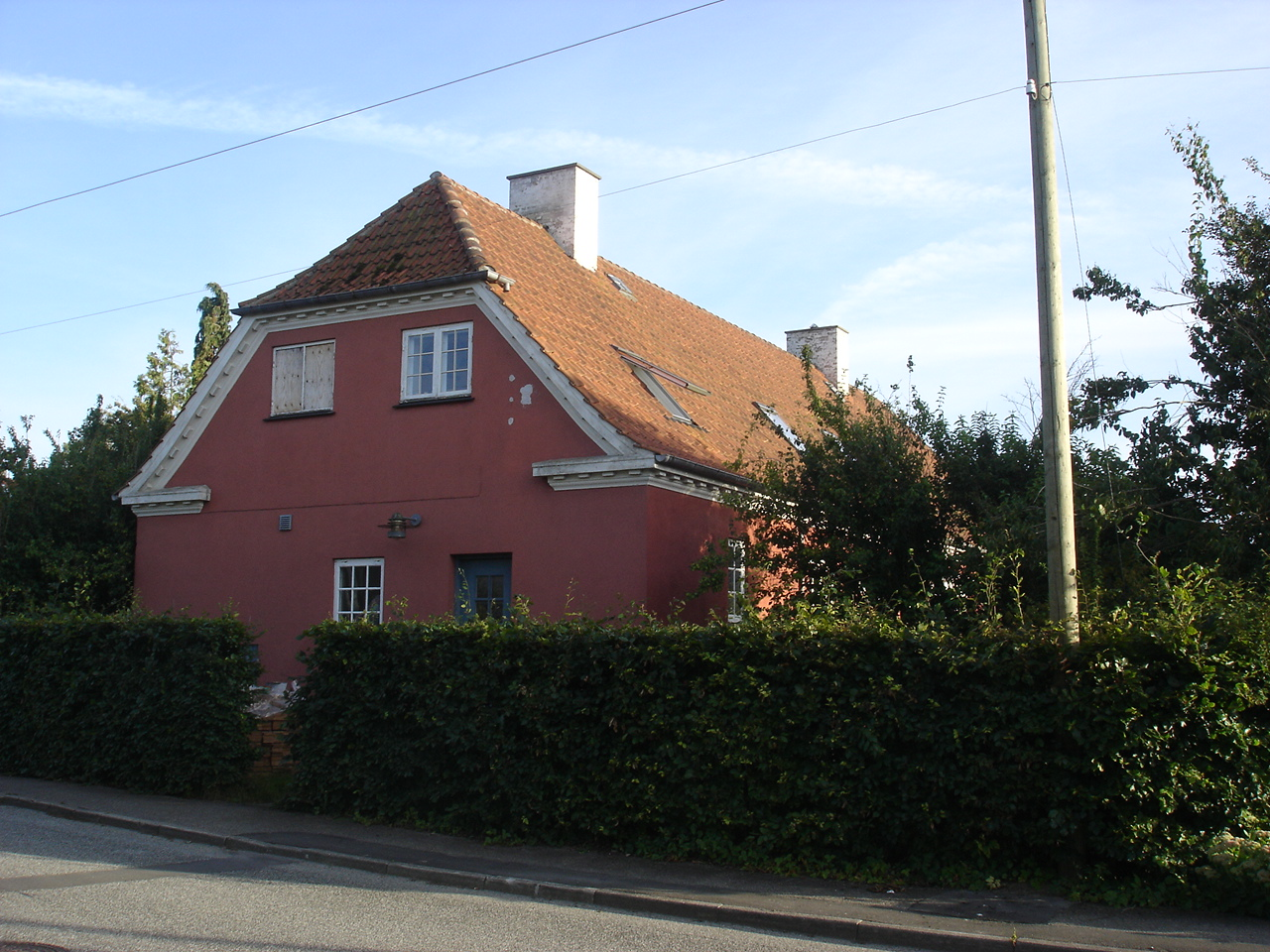
Skibby: Stationsvej 13
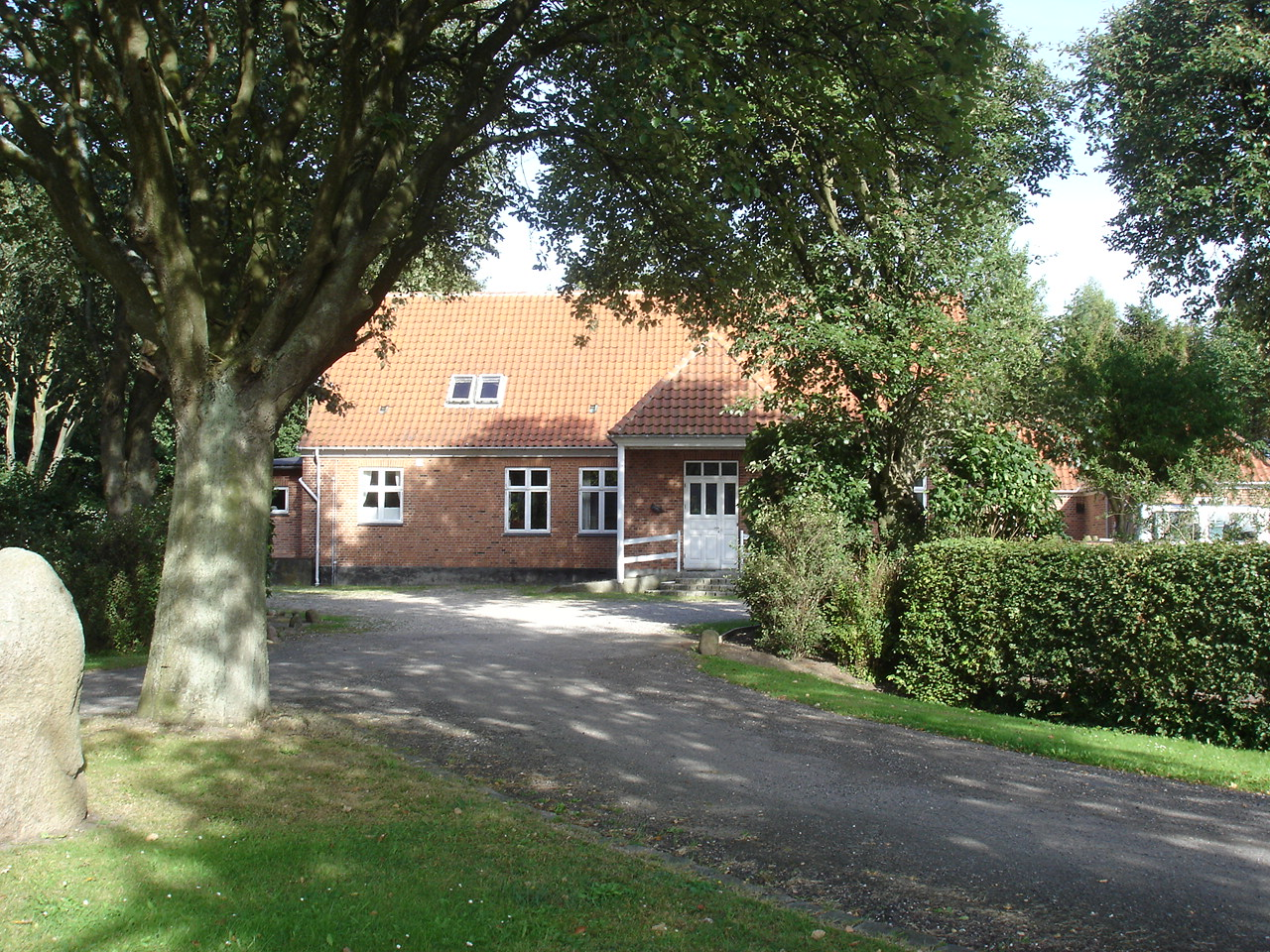
Krogstrup: Gl. Stationsvej 2
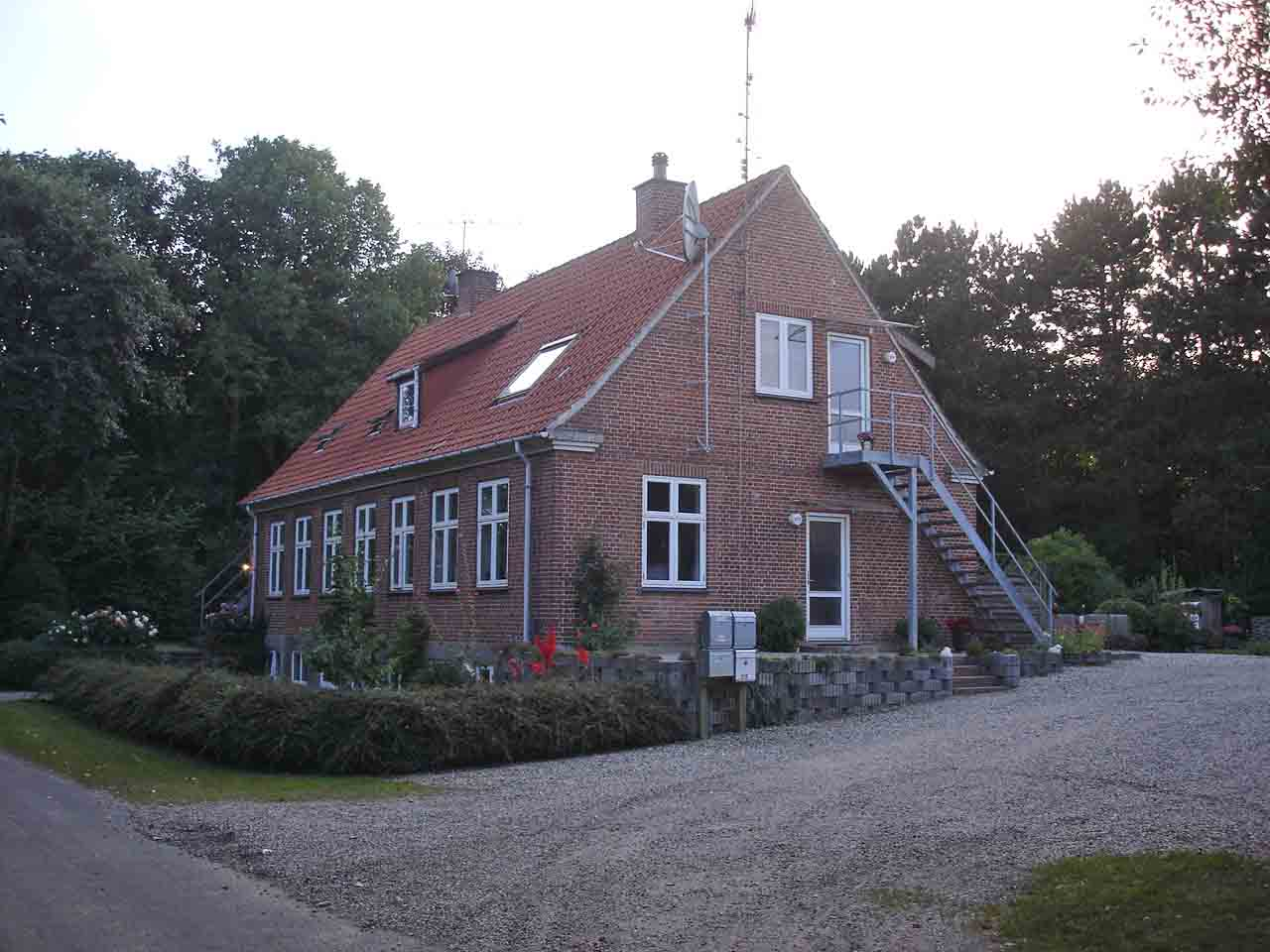
Femhøj: Femhøj Stationsvej 21